# Bernesse
La Bernesse est une rivière du Sud de la France. C'est un affluent direct de la Save et un sous-affluent de la Garonne.

## Géographie
De 18,4 km de longueur, la Bernesse prend sa source sur le plateau de Lannemezan, dans la Haute-Garonne, et se jette dans la Save en rive gauche, commune de Montgaillard-sur-Save.

## Départements et communes traversés
- Haute-Garonne : Balesta, Nizan-Gesse, Gensac-de-Boulogne, Blajan, Charlas, Saint-Pé-Delbosc, Montgaillard-sur-Save.

## Hydrologie
En période d'étiage le débit de la Bernesse est soutenu par le canal de la Neste, pour l'irrigation et pour les besoins d'alimentation en eau potable et de salubrité.

## Activités touristiques
- Les gorges de la Save